# Tiruchengode
Tiruchengode es una ciudad y municipio situada en el distrito de Namakkal en el estado de Tamil Nadu (India). Su población es de 95335 habitantes (2011). Se encuentra a 40 km de Namakkal y a 50 km de Salem.

## Demografía
Según el censo de 2011 la población de Tiruchengode era de 95335 habitantes, de los cuales 47810 eran hombres y 47525 eran mujeres. Tiruchengode tiene una tasa media de alfabetización del 83,68%, superior a la media estatal del 80,09%: la alfabetización masculina es del 89,66%, y la alfabetización femenina del 77,67%.